# Please Don't Go (KC and the Sunshine Band)
Please Don't Go è un singolo dei KC and the Sunshine Band, pubblicato nel 1979. Si tratta della prima canzone d'amore del gruppo, nel cui testo viene chiesta una seconda opportunità. Il gruppo si sciolse dopo appena un mese dalla pubblicazione del singolo.

## Tracce
7" Single (T. K. TKR 7558)
1. Please Don't Go - 3:43
2. I Betcha Didn't Know That - 3:53

## Classifiche
| Classifica (1981) | Posizione raggiunta |
| ----------------- | ------------------- |
| Nuova Zelanda     | 3                   |
| Norvegia          | 4                   |
| Irlanda           | 5                   |
| Paesi Bassi       | 7                   |
| Italia            | 42                  |

## Cover
La canzone è stata riproposta da numerosi artisti.
- Risale al 1985 la prima cover, in chiave italo disco dall'artista Digital Game.
- Nel 1992 ne è stato fatto un rifacimento in chiave dance dal gruppo musicale italiano Double You.
- Una versione di quella rifatta dai Double You è stata eseguita insieme ai KWS e ha raggiunto la prima posizione nella classifica dei singoli inglese.
- Nel 1993 è uscita la versione in chiave italo dance ispirata alla versione dance dell'anno prima, cantata da Fiorello col titolo Si o no (Please don't go), contenuta nell'album Spiagge e lune ed usata nello stesso anno come sigla dell'omonima trasmissione condotta da Claudio Lippi andata in onda su Canale 5 nella fascia di mezzogiorno dal 28 giugno al 18 settembre 1993, nel preserale del sabato dal 25 settembre al 25 giugno 1994 e nuovamente nella fascia del mezzogiorno dal 27 giugno al 17 settembre 1994.
- Nel 2007 è stata rifatta da José Galisteo.
- Nel 2008 una versione in stile dance o hands up è stata proposta da Basshunter.
- Nel 2018 la cantante Pamela Petrarolo ne ha realizzato un singolo in versione dance, e una versione ballata contenuta nell'album A metà.

## La versione dei Double You
Nel 1992, i Double You incisero una cover della canzone in chiave dance che ottenne gran successo in tutta Europa. In Italia, la canzone è stata spesso usata durante il programma di Gianni Boncompagni Non è la Rai, diventando uno dei segni distintivi della trasmissione.

### Tracce
CD-Maxi (ZYX 6748-8 / EAN 0090204037568)
1. Please Don't Go (Radio Mix) 3:18
2. Please Don't Go (Club Mix) 6:14
3. Please (Let's Go Mix) 3:31
4. Please Don't Go (Acappella) 3:18

7" Single (ZYX 6748-7)
1. Please Don't Go (Radio Mix) 3:18
2. Please Don't Go (Acappella) 3:18

### Classifiche
| Classifica (1992) | Posizione raggiunta |
| ----------------- | ------------------- |
| Paesi Bassi       | 1                   |
| Svizzera          | 2                   |
| Austria           | 2                   |
| Francia           | 2                   |
| Germania          | 3                   |
| Italia            | 5                   |
| Spagna            | 5                   |
| Svezia            | 9                   |

| Classifica di fine anno (1992) | Posizione |
| ------------------------------ | --------- |
| Italia                         | 27        |